# Maison Philandrier
La maison Philandrier est un hôtel particulier du XVIe siècle situé à Châtillon-sur-Seine dans le département français de la Côte-d'Or.

## Localisation
La maison Philandrier se trouve au no 5/7, rue du Bourg, à Châtillon-sur-Seine où elle fait face à l'église Saint-Nicolas, autre monument classé monument historique et jouxte l'hôtel de Châtillon-sur-Seine, inscrit.

## Histoire
La maison Philandrier est un hôtel particulier de style Renaissance dont la construction date du XVIe siècle. Lucretia Eddy Cotchett qui la restaura en 1928 donne 1537. On ignore pour qui il fut bâti. François Deshoulières écrit dans sa description des peintures allégoriques de la maison Philandrier,« c'est à tort que ce nom a été donné à la maison. Il est prouvé que Guillaume Philandrier n'a pas construit cette maison où il n'a jamais habité ». L'histoire de Châtillon rapporte que M. Miel la supposait construite sur un dessin de Philandrier.
En 1928, le bâtiment qui menaçait ruine est achetée par la Fondation pour la sauvegarde de l'art français, association financée par des donateurs américains, qui entreprend sa restauration sous la conduite de M. Jules Tillet, architecte des monuments historiques,. Il est immédiatement classé comme monument historique par arrêté du 18 août 1928. L'association qui débourse 321 680 francs de l'époque propose de mettre l'hôtel particulier à la disposition de la ville qui cherchait déjà des locaux pour le musée. Le bâtiment restauré échappe au bombardement de juin 1940. On y installe un dispensaire. 
C'est seulement en juin 1950 que le musée archéologique s'y installe jusqu'en 2009. Devenu musée du Pays châtillonnais, il est  transféré dans l'ancienne abbaye Notre-Dame. Après de nouveaux travaux (1978-1981 - sculptures, moulures, arcade) il accueille depuis le syndicat d'initiative.

## Architecture
Le bâtiment érigé en pierre de taille comporte un rez-de-chaussée à arcades et deux étages desservis par un escalier hors-œuvre abrité dans une forte tour ronde accolée à la façade nord. Les monogrammes sculptés portent les lettres V, d, l, DL.
Les combles couverts en tuiles plates sont mansardés.

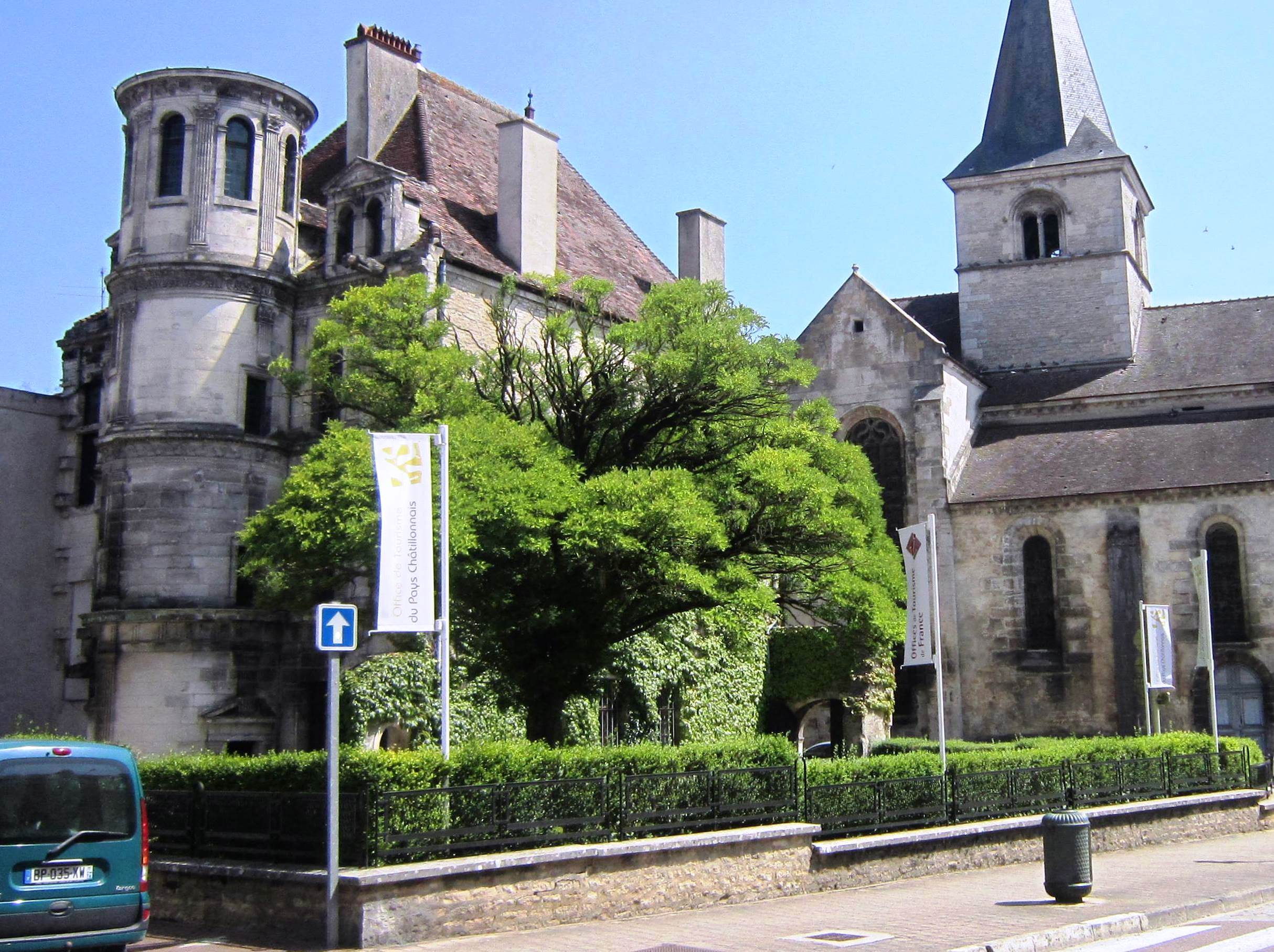
L'angle nord-ouest.
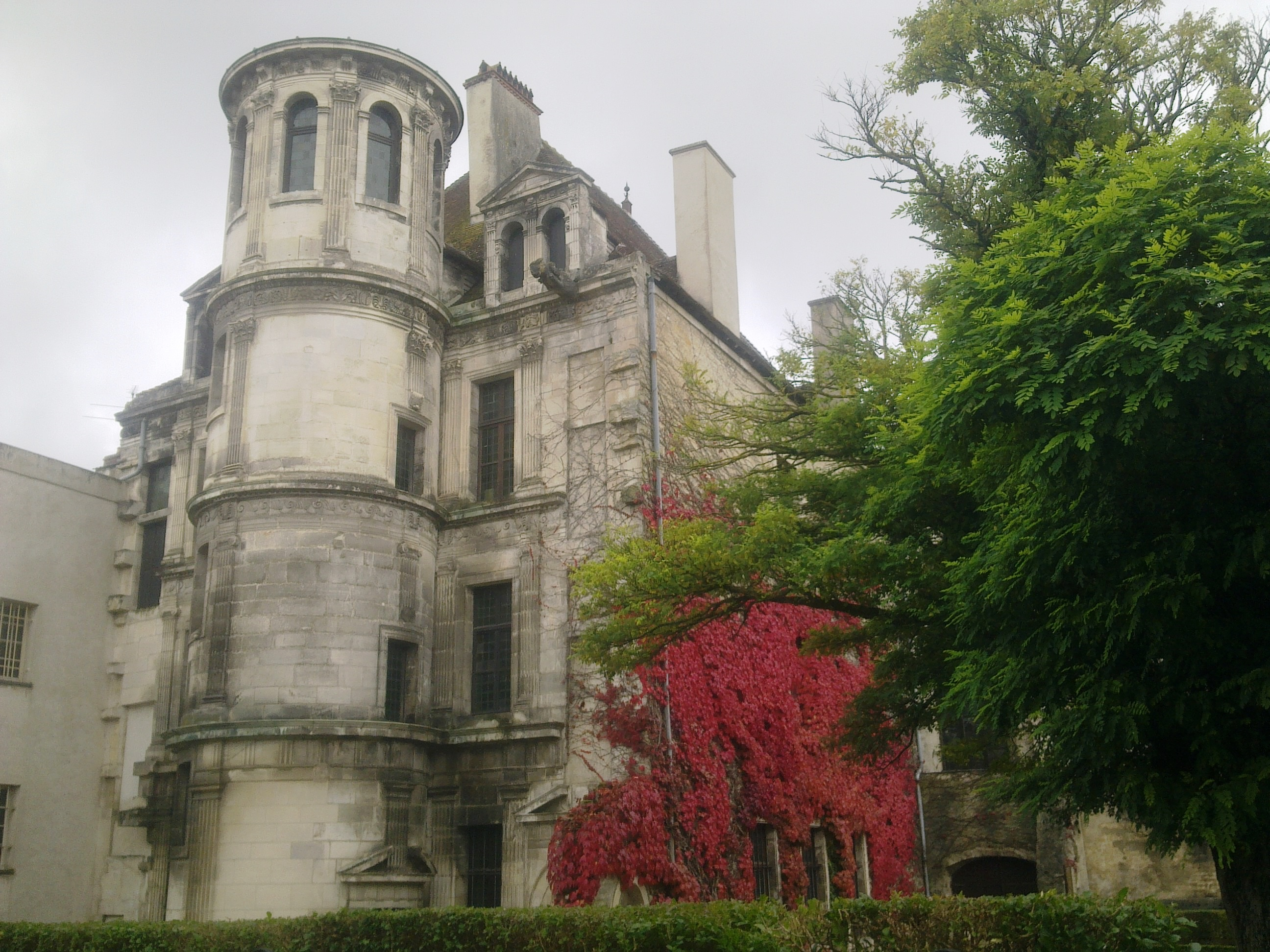
La tour.

## Intérieur
Des murs d'une salle du premier étage sont ornés de peintures allégoriques du XVIIe siècle. Elles représentent les quatre parties du monde.

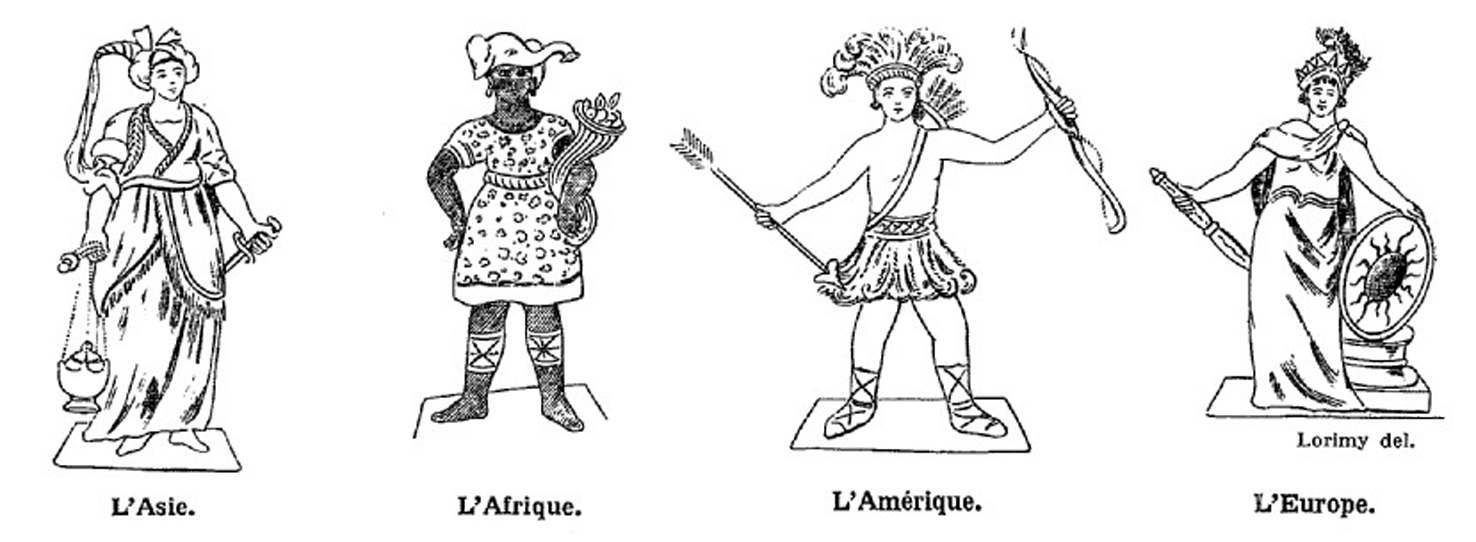
Peintures allégoriques de la maison Philandrier (XVIIe siècle) représentant les quatre continents avec leurs attributs (source BnF).

Les règles de l'Allégorie étaient mal connues au début du XVIIe siècle (leur publication date de 1644). On les trouve ici avec quelques erreurs: l'Asie richement vêtue à l'orientale porte un encensoir (pays des parfums), l'Afrique porte une tête d'éléphant et devrait tenir une défense d'ivoire et non une corne d'abondance, l'Amérique avec arc, flèche et plumes, l'Europe porte par erreur les attributs de la vérité : sceptre et bouclier avec un soleil.
Des boiseries à monogrammes, au même étage, « proviendraient d'un couvent » si l'on en croit le témoignage d'une ancienne propriétaire de la maison (témoignage recueilli par Beaudoin).

## Anthologie

### Seconde nichée d'un couple d'hirondelles de fenêtre
« Un couple d'hirondelles de fenêtre a niché, pour la seconde fois, à Châtillon-sur-Seine (Côte-d'Or), à la fin du mois d'août 1910. Le nid était fixé à une des fenêtres du premier étage de la maison Philandrier. J'ai vu, le 3 septembre, les petits encore incapables de voler et nourris par les parents » (Fernand Daguin. Revue française d'ornithologie (notes et faits divers). L. Denise, 1909 vol. 1). À cette époque le bâtiment était à l'abandon.